# DeForest Buckner
DeForest George Buckner (Waianae, 17 marzo 1994) è un giocatore di football americano statunitense che milita nel ruolo di defensive end per gli Indianapolis Colts della National Football League (NFL).

## Carriera universitaria
Buckner al college giocò con gli Oregon Ducks dal 2012 al 2015. Nella prima annata giocò due sole gare come titolare, diventando il partente in pianta a stabile a partire dalla successiva, in cui mise a segno 3 tackle e 2,5 sack. Nell'ultima stagione fu premiato come difensore dell'anno della Pacific-12 Conference

## Carriera professionistica

### San Francisco 49ers
Buckner fu scelto come settimo assoluto nel Draft NFL 2016 dai San Francisco 49ers. Debuttò come professionista partendo come titolare nella gara del primo turno contro i Los Angeles Rams mettendo a segno 3 tackle. A fine stagione fu inserito nella formazione ideale dei rookie dalla Pro Football Writers of America.
Dopo soli 3 sack nel 2017, l'anno successivo Buckner si riprese con un nuovo primato personale di 12, venendo convocato per il suo primo Pro Bowl al posto dell'infortunato Fletcher Cox. Nel 2019 fu inserito nel Second-team All-Pro dopo avere messo a segno 7,5 sack. Un altro lo fece registrare su Kirk Cousins nella vittoria sui Minnesota Vikings nel divisional round dei playoff. Il 2 febbraio 2020 partì come titolare nel Super Bowl LIV in cui mise a segno 1,5 sack ma i 49ers furono sconfitti per 31-20 dai Kansas City Chiefs.

### Indianapolis Colts
Il 16 marzo 2020 Buckner fu scambiato con gli Indianapolis Colts per una scelta del primo giro del Draft NFL 2020 (la 13ª assoluta). Nel 15º turno fu premiato come difensore della AFC dopo avere messo a segno 4 tackle, 3 sack e un fumble forzato nella vittoria sugli Houston Texans. Alla fine di dicembre vinse il titolo di miglior difensore della AFC del mese in cui fece registrare 18 tackle, 6 placcaggi con perdita di yard, 2 passaggi deviati, un fumble forzato e 7 sack. Al termine della stagione fu inserito per la prima volta nel First-team All-Pro.
Nel 2021 Buckner fu convocato per il suo secondo Pro Bowl dopo avere fatto registrare 68 placcaggi e 7 sack.
Nel primo turno della stagione 2023, Buckner recuperò un fumble dei Jaguars e lo ritornò per 26 yard in touchdown. A fine anno fu convocato per il suo terzo Pro Bowl al posto di Chris Jones, impegnato nel Super Bowl LVIII, dopo avere fatto registrare un nuovo primato personale di 81 placcaggi, oltre a 8 sack.
Il 15 aprile 2024 Buckner firmò un nuovo contratto biennale del valore di 46 milioni di dollari.

## Palmarès

### Franchigia
- National Football Conference Championship: 1

San Francisco 49ers: 2019

### Individuale
- Convocazioni al Pro Bowl: 3

2018, 2021, 2023
- First-team All-Pro: 1

2020
- Second-team All-Pro: 1

2019
- Difensore della AFC del mese: 1

dicembre 2020
- Difensore della AFC della settimana: 1

15ª del 2020
- PFWA All-Rookie Team - 2016